# Jörn Feddersen

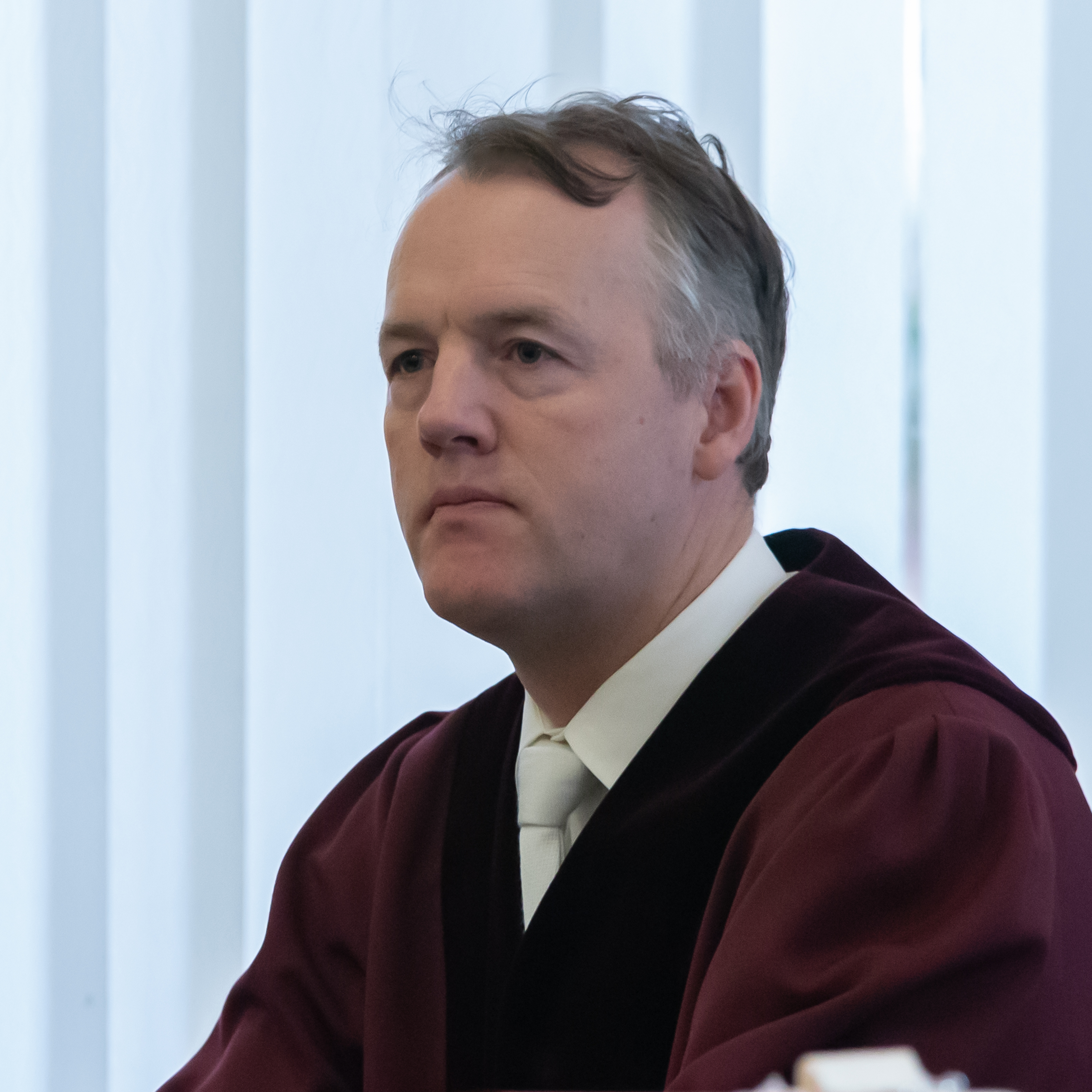
Jörn Feddersen bei einer Verhandlung (2018)

Jörn Feddersen (* 6. September 1968 in Hamburg) ist ein deutscher Jurist, der seit November 2014 Richter am Bundesgerichtshof ist.

## Werdegang
Jörn Feddersen studierte Rechtswissenschaft in Hamburg und in Washington, D.C.
Nach seiner juristischen Ausbildung begann Jörn Feddersen 1997 in der Freien und Hansestadt Hamburg seine Karriere in der Justiz. Er wurde zunächst als Proberichter bei den Amtsgerichten Hamburg und Hamburg-Harburg eingesetzt. Er wurde im November 2000 zum Richter am Amtsgericht Hamburg ernannt. Ab April 2002 war er als Richter bei dem Amtsgericht Hamburg-Harburg tätig. Im Februar 2006 wurde Feddersen an das Hanseatische Oberlandesgericht abgeordnet. Am Oberlandesgericht war er richterlich und als Referent in der Präsidialverwaltung tätig. Anfang Juli 2008 erfolgte die Ernennung zum Richter am Hanseatischen Oberlandesgericht Hamburg. Er gehörte bei dem Oberlandesgericht Hamburg einem schwerpunktmäßig für das Gebiet des gewerblichen Rechtsschutzes zuständigen Zivilsenat an.
Er wurde im November 2014 im Alter von 46 Jahren zum Richter am Bundesgerichtshof ernannt. Jörn Feddersen wurde durch das Präsidium des Bundesgerichtshofes dem vornehmlich für das Wettbewerbs-, Marken- und Urheberrecht sowie das Transportrecht zuständigen I. Zivilsenat des Bundesgerichtshofs zugewiesen.